# Arabistraat
De Arabistraat is een straat in Paramaribo die loopt van de Bonistraat naar de Powisistraat.

## Naamgever
De straat is vernoemd naar Arabi, ook wel geschreven als Alabi (1783-1820). Zijn vader, Abini, was opperhoofd van de Saramaccaners en werd na de vrede met de Saramaccaners van 1762 benoemd tot granman van zijn volk. Nadat een aanval door stamhoofden van de Matawai, Musinga en Mbeku hield hij zich aan het verdrag en streed aan de zijde van het gezag, waarbij hij zijn leven liet. Arabi besloot na een ritueel in het bos en advies van oude mannen om geen wraak te nemen op de Mbeku. Hij volgde hierna zijn vader op als granman.

## Bouwwerken
De Arabistraat is het verlengde van de Atamastraat en begint vanaf de Bonistraat. Op de hoek staat daar het pand van de Stichting Scholings Instituut voor de Vakbeweging in Suriname (SIVIS). Verderop in de straat bevindt zich sinds 2014 een sportpark en speeltuin. Na de Abonestraat is een deel onverhard (stand 2023). Hier staat een houtverwerkingsbedrijf en bouwbedrijf.

## Gedenkteken
In de Arabistraat staat op het terrein van het Scholingsinstituut voor de Vakbeweging in Suriname (SIVIS)) het borstbeeld van Louis Doedel (1905-1980). Hij was in 1931 26 jaar oud en had de leiding over de Surinaamse Volksbond. Tijdens schermutselingen werd hij opgepakt. Aanvankelijk bleef hij tot mei 1937 in de gevangenis zitten. Vervolgens werd hij zonder proces in een psychiatrische inrichting opgesloten waar hij na 43 jaar op 75-jarige leeftijd overleed.
| Onderwerp                   | Type       | Kunstenaar     | Onthulling | Locatie   | Omschrijving                     |
| --------------------------- | ---------- | -------------- | ---------- | --------- | -------------------------------- |
| Borstbeeld van Louis Doedel | borstbeeld | Erwin de Vries | 2013       | bij SIVIS | [[Louis Doedel]], vakbondsleider |